# Currysauce

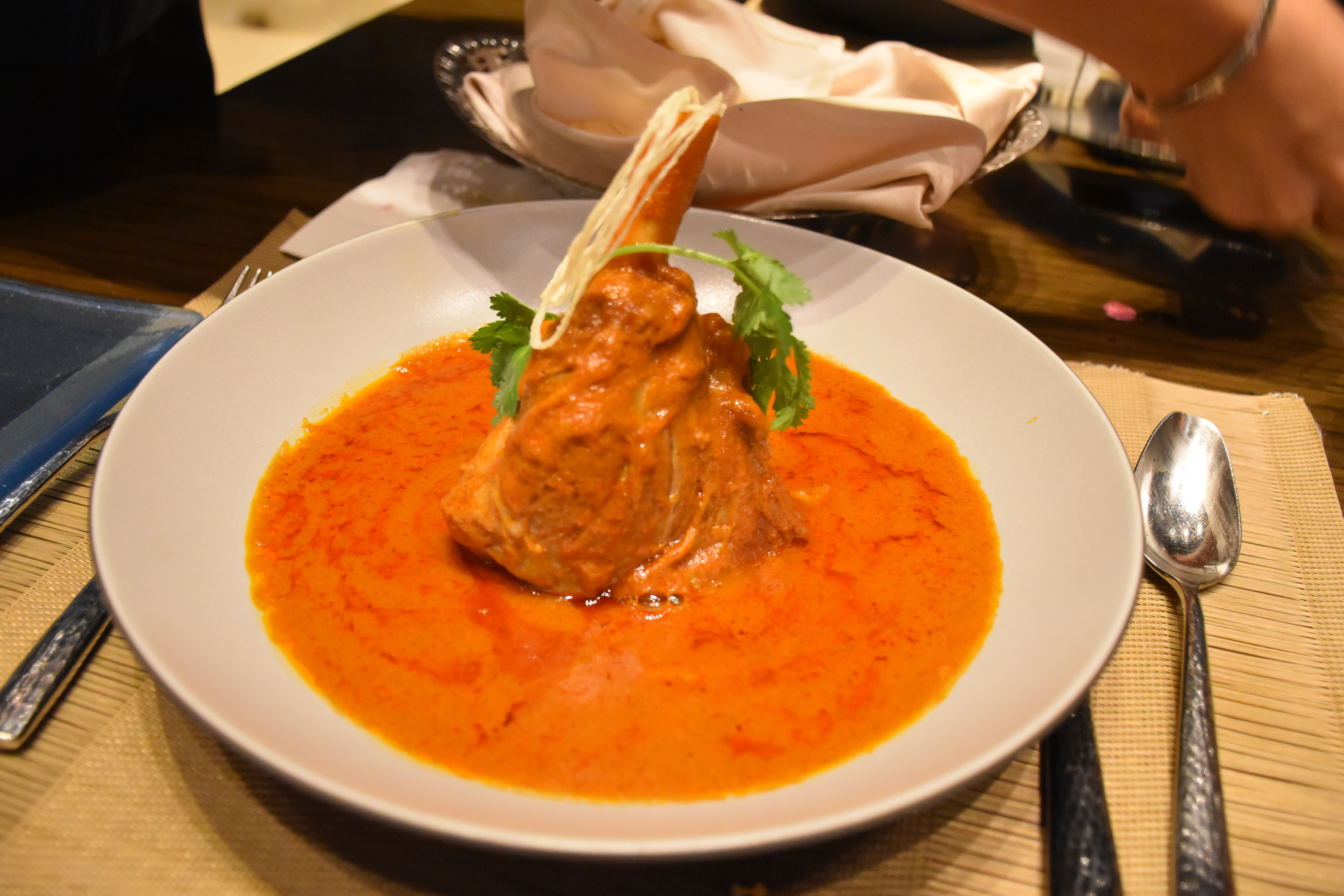
Lamm mit Currysauce

Currysauce ist eine exotisch gewürzte Sauce der klassischen Küche, eine Ableitung der deutschen Sauce bzw. der weißen Grundsauce. Sie verbindet indische Gewürze aus den ehemaligen britischen Kolonien mit europäischer Kochtradition (Sahne). Es gibt verschiedene Zubereitungsarten, das typische Gewürz ist immer Curry, das ihr die gelbliche Farbe verleiht. Nach Escoffier gehören Gewürze wie Thymian, Lorbeerblatt, Muskatblüte, Muskatnuss und Zimt dazu. Er schrieb in sein Rezept für indische Currysauce die Zugabe von Kokosmilch. 
Die Fruchtnote und auch die Farbe werden beispielsweise durch Mangochutney, kernige Äpfel, Tomate, Banane, Zitrone, Kokosraspel, etwas Knoblauch u.v.a.m. beeinflusst. Currysauce eignet sich zu in der Pfanne gebratenen Fisch- und Fleischgerichten wie Filets, Schnitzel vom Kalb oder Schwein, außerdem für Geflügelfleisch, Krustentiere und Eierspeisen. Gibt man Fleischstücke in die Sauce, erhält man Lammcurry, Kalbs- oder Schweinscurry bzw. Curryhuhn usw.

## Zubereitung
Zur Zubereitung werden Zwiebeln und weißes Wurzelgemüse (Sellerie, Petersilie) in Butter angedünstet, mit etwas Mehl und reichlich Currypulver bestäubt, mit Fleisch- oder Fischfond durchgekocht, passiert und mit Sahne und Eigelb gebunden. In einer einfacheren, heute weiter verbreiteten Variante wird Sahne mit gedünsteten Zwiebeln zu einer sämigen Sauce verkocht und mit Currypulver gewürzt. Serviert wird Currysauce zu Seefisch, Fleisch oder Geflügel. Currysauce kann durch Zugabe von Fruchtstücken (Ananas, Banane, Aprikose, Pfirsich, Apfel) und/oder Kokosmilch eine fruchtige Note erhalten. In diesem Fall sollte evtl. durchpüriert werden. 

## Curryketchup
Häufig wird auch ein mit Currypulver, Essig und Zucker verfeinertes Ketchup (Curryketchup), wie es besonders an Imbissständen zu  Bratwurst und Currywurst serviert wird, Currysauce genannt.